# مدحت الجيار
مدحت الجيار (مواليد سنة 1952 في القاهرة) هو كاتب وناقد وأكاديمي مصري. يعمل أستاذا للنقد الأدبي بجامعة الزقازيق، وقد صدر له حوالي 30 كتابا في قضايا النقد الأدبي.

## مسيرته
حصل الجيار على الدكتوراه في النقد الأدبي والبلاغة، من كلية الآداب (جامعة القاهرة) سنة 1984. ثم اشتغل أستاذا للنقد الأدبي والبلاغة، ورئيس قسم اللغة العربية بكلية الآداب (جامعة الزقازيق).

## أعماله
نشر قصائده ومقالاته الأدبية والنقدية في عدد من الصحف والمجلات المصرية والعربية، وله أكثر من 30 مؤلفًا في النقد الأدبي:
- 1984: الصورة الشعرية عند الشابي
- 1985: الشعر غاياته ووسائطه
- 1987: ثلاثية الإنسان: دراسة في روايات صبري موسى
- 1988: البحث عن النص: دراسة في المسرح العربي
- 1989: نقد الشعر عند المازني
- 1990: الشعر العربي من منظور حضاري
- 1991: قصيدة المنفى: دراسة في شعر رواد الإحياء
- 1992: معركة المازني وحافظ (الأوراق الكاملة)
- 1993: مسرح شوقي الشعري
- 1994: موسيقي الشعر العربي (مشكلات وقضايا)
- 1994: السرد النوبي المعاصر
- 1994: ديوان ابن إياس الحنفي (جمع وتحقيق ودراسة)
- 1994: عبد الرحمن شكري ناقدًا
- 1994: أراجيز رفاعة الطهطاوي المجهولة
- 1997: الأدب العربي وفنونه
- 2001: شعر العقاد: دراسة عروضية
- 2001: النص الأدبي من منظور اجتماعي
- 2006: المسرح العربي
- 2007: مختصر كتاب بدائع الزهور في وقائع الدهور لابن إياس
- 2008: علم النص الأدبي "دراسة في تاريخ العلم وتداخلاته"
- 2011: بولاق الجديدة
- 2014: المختار من أشعار ... فوزي العنتيل
- 2014: لماذا نكتب بالعامية؟
- 2014: سيدة الأشجار
- 2014: رحلة العراق للمازني (تحقيق)
- 2016: السرد القصصي المعاصر
- 2017: الشاعر والتراث